# André Carrillo
André Martín Carrillo Díaz (Lima, 1991. június 14. –) perui labdarúgó, a Corinthians játékosa.

## Klub karrier

### Alianza Lima
Carrillo pályafutása a perui fővárosban vette kezdetét. 2007-ben csatlakozott az Alianza Lima ifjúsági csapatához, majd 2009-ben az első számú csapattal is bemutatkozott a perui bajnokságban.

### Sporting CP
2011. május 6-án Carrillo 5 éves szerződést írt alá a Lisszaboni klubbal. 2011. szeptember 19-én a kezdő tagjaként játszott először zöld-fehér színekben, amikor a csapat 3–2 arányban legyőzte a Rio Ave csapatát a Primeira Liga 5. fordulójában. Első góljára 11 meccset kellett várni, amikor a Braga kapujába talált be, de a meccset végül 2–1-re elvesztették. Carrillo alapemberré vált, 5 év alatt minden sorozatot figyelembe véve 162 mérkőzésen 16 gólt szerzett és kiosztott 39 asszisztot is. 2015-ben a Portugál kupa döntőjében kezdőként lépett pályára, amit végül büntetőkkel nyert meg a Sporting CP a Braga kárára. Később a portugál szuperkupa döntőjében Carrillo góljával a Sporting 1–0-ra legyőzte a városi rivális SL Benfica csapatát. 
A Sporting azonban nem újította meg Carrillo szerződését így 2016-ban éppen az SL Benfica szerezte meg ingyen.

### Sl Benfica
A bajnoki címvédő Benficában Carrillo nem tudta letenni a névjegyét. Minden sorozatot figyelembe véve 32 meccsen mindössze 3 gólt és 3 gólpasszott szerzett, legtöbbször csereként számították rá. A 2016-2017-es szezonban bajnoki címet, kupagyőzelmet és szuperkupa győzelmet is ünnepelhetett.
A 2017-2018-as szezonban kölcsönben az akkor Premier Leauge-ben szereplő Watford csapatában futballozott. A következő szezonban újra kölcsönadták, ezúttal a Szaúd-Arábiai el-Hiláll-nak.

### El-Hilál
A 2018-2019-es szezon után a szaúdi klub végleg kivásárolta Carrillot és egy 4 éves szerződést kötöttek vele. A rijádi csapatnál újra magára talált, fontos játékosnak számít. Minden sorozatot figyelembe véve 93 mérkőzésen 18 gól mellett 19 asszisztot tudhat magáénak. Legfontosabb gólját talán az AFC bajnokok ligája döntője odavágóján szerezte az Uruwa Red Diamonds ellen. A döntőt végül 3–0-ás összesítésben nyerte meg az Al Hilal. Ezzel a győzelmével a csapat kvalifikálta magát a FIFA klubvilágbajnokságra ahol végül a 4. helyet szerezték meg.

### El-Kádiszijja
2023. augusztus 13-án az el-Kádiszijja szerződtette.

### Corinthians
2024. szeptember 6-án jelentették be, hogy a brazil Corinthians szerződtette.

## Nemzetközi karrier
André Carrillo a perui válogatottban 2011-ben mutatkozott be. Eddig pályafutása során az "inkák" színeiben 66 mérkőzésen lépett pályára, amelyeken 9 gólt jegyez. Részt vett a csapattal a 2011-es, a 2015-ös a 2016-os és a 2019-es Copa Americán is ahol kétszer a 3. helyet szerezte meg a válogatott, egyszer pedig a döntőig jutott. 2018-ban Peru 36 év után jutott ki Labdarúgó Világbajnokságra amin Ausztrália ellen Carrillo szerezte a peruiak első gólját.

## Sikerei, díjai

### Klubcsapatokban

#### Sporting CP
- Taça de Portugal: 2014–15
- Supertaça Cândido de Oliveira: 2015

#### SL Benfica
- Primeira Liga: 2016–17
- Taça de Portugal: 2016–17
- Supertaça Cândido de Oliveira: 2016

#### el-Hilál
- Szaúd-arábiai bajnok: 2019–20, 2020–21, 2021–22
- Szaúd-arábiai kupa: 2019–20, 2022–23
- Szaúd-arábiai szuperkupa: 2018, 2021
- AFC Bajnokok Ligája: 2019, 2021

#### el-Kádiszijja
- Szaúd-arábiai másodosztály bajnok: 2023–24

### A válogatottban

#### Peru
- Copa América bronzérmes: 2011, 2015
- Copa América ezüstérmes: 2019
- VB résztvevő: 2018